# مايك بارك
مايك بارك (بالإنجليزية: Mike Park)‏ هو كاتب أغاني ومغني أمريكي، ولد في القرن العشرين.

## وصلات خارجية
- الموقع الرسمي
- مايك بارك على موقع IMDb (الإنجليزية)
- مايك بارك على موقع ميوزك برينز (الإنجليزية)
- مايك بارك على موقع أول ميوزيك (الإنجليزية)
- مايك بارك على موقع ديسكوغز (الإنجليزية)